# Ugo De Vivo
Ugo De Vivo (Isernia, 3 luglio 1947 – Isernia, 15 aprile 2015) è stato un politico italiano, sindaco di Isernia dal 2012 al 2013.

## Biografia
Avvocato presso il tribunale di Isernia e presso quello di Campobasso, lavorò anche per la corte di appello del Molise e fu eletto più volte presidente dell'ordine degli avvocati di Isernia, dimettendosi nel 2012 in concomitanza con la candidatura a sindaco della cittadina alle amministrative del 2012 con il supporto di una coalizione di centro-sinistra. Con il 30,45% poté accedere al ballottaggio contro la favorita, la candidata del centro-destra Rosa Iorio (42,63%), sorella del governatore Angelo Michele Iorio. A sorpresa si imposte al ballottaggio con il 57,37% dei voti.
Il mandato da sindaco ebbe inizio il 23 maggio 2012, ma dovette procedere da subito con difficoltà a seguito del verificarsi dell'anatra zoppa, in quanto ben 20 dei 28 consiglieri appartenevano al centro-destra. I consiglieri di centro-destra si dimisero in massa comportando le dimissioni del sindaco e il commissariamento della giunta; De Vivo fu tuttavia posto nuovamente in carica dalla sentenza del TAR del Molise del 9 novembre 2012 che annullava il commissariamento. Il mandato terminò il 14 gennaio 2013 dopo l'annullamento della sentenza del TAR del Molise da parte del Consiglio di Stato.
Sposato con Gigetta Altopiedi, esponente locale della sinistra, ebbe un figlio, Ivan.
Morì a Isernia il 15 aprile 2015 a causa di un tumore.